# Nilson Angulo
Nilson Angulo, né le 19 juin 2003 à Quito en Équateur est un footballeur international équatorien qui joue au poste d'attaquant au RSC Anderlecht.

## Biographie

### En club

#### LDU Quito
Nilson Angulo est formé par la LDU Quito. C'est avec ce club qu'il fait ses débuts en professionnel. Il joue son premier match le 23 juin 2021, à l'occasion d'une demi-finale de Supercoupe d'Équateur contre le Delfín SC. Il entre en jeu et son équipe s'impose par quatre buts à deux. Angulo inscrit son premier but en professionnel le 26 septembre 2021, lors d'une rencontre de championnat face au Manta FC. Il est titularisé et les deux équipes se neutralisent (2-2).
Sous les ordres de Pablo Marini (en), il s'impose et devient l'une des révélations du championnat en 2021.

#### RSC Anderlecht
Le 21 juin 2022, Nilson Angulo rejoint la Belgique afin de s'engager en faveur du RSC Anderlecht. Il signe un contrat de cinq ans.

### En sélections nationales
Le 28 octobre 2021, Nilson Angulo honore sa première sélection avec l'équipe nationale d'Équateur, face au Mexique. Il est titularisé et son équipe l'emporte par trois buts à deux ce jour-là.

## Palmarès

### En club
|  |  | RSC Anderlecht - Coupe de Belgique : - Finaliste : 2025. |